# Ці Ці
Ці Ці (кит. трад. 淇淇, піньїнь: qíqí; нар. біля 1979 — пом. 14 липня 2002) — самець китайського річкового дельфіна (байцзі). Він був випадково виловлений рибалками 12 січня 1980 року і наступного дня перевезений до Інституту гідробіології в Ухані. Він прожив там 22 роки до своєї смерті 14 липня 2002 року. Це, мабуть, найвідоміший байцзі, він виявився дуже корисним об'єктом для вивчення виду.

## Біографія
Ці Ці було близько 1 року, коли його випадково виловили рибалки 12 січня 1980 року в озері Дунтін. Постраждалого від улову, його перенесли до величезного басейну під назвою «Білий палац», спеціально побудованого для утримання байцзі.
Через значне забруднення вод річки Янцзи Ці Ці було вирішено залишити в дельфінарії інституту під постійним наглядом. Він вважався цінним дослідницьким зразком для захисту байцзі.
У 1986 році в Інституті гідробіології Уханя вирішили, що для Ці Ці (тоді йому було 8 років) настав час спаровуватися з самкою. Для цього до інституту повернули самку, на ім'я Женьчжень.
Коли Женьчжень прибула до Уханьського інституту гідробіології, Ці Ці вже знаходився там впродовж двох років, але він, звичайно, ніколи не мав жодного контакту зі своїми родичами. Перші контакти між двома байцзі були сором'язливими і нервовими, але згодом ця нервозність поступилася місцем доброму взаєморозумінню.
Ці Ці і Женьчжень прожили разом більше двох років, і наближався час народжувати потомство, але, на жаль, Женьчжень померла від пневмонії в 1988 році. Ці Ці залишився сам і продовжував вести самотнє життя через труднощі з пошуком байцзі.
Провівши в неволі понад 22 роки, Ці Ці помер 14 липня 2002 року з природних причин. Його смерть у віці 23-24 років свідчить про те, що середня тривалість життя озерних дельфінів становила близько двадцяти років. Коли він помер, його похорон транслювали по китайському телебаченню.
Ці Ці був використаний для вивчення озерних дельфінів і став найвідомішою особиною виду. Завдяки ньому було знято багато фотографій і відео про озерних дельфінів, на переважній більшості з них знято самого Ці Ці.